# Quebrada Flamenco
La quebrada Flamenco, también llamada quebrada Salitrosa es un cauce intermitente de agua ubicado en la Región de Atacama que desemboca en el océano Pacífico.
No confundir con la quebrada La Salitrosa de Bogotá, Colombia.

## Trayecto
En la quebrada Flamenco confluyen la quebrada Guamanga, la quebrada Salitrosa, la quebrada La Leona y la quebrada del Chivato, entre otras.

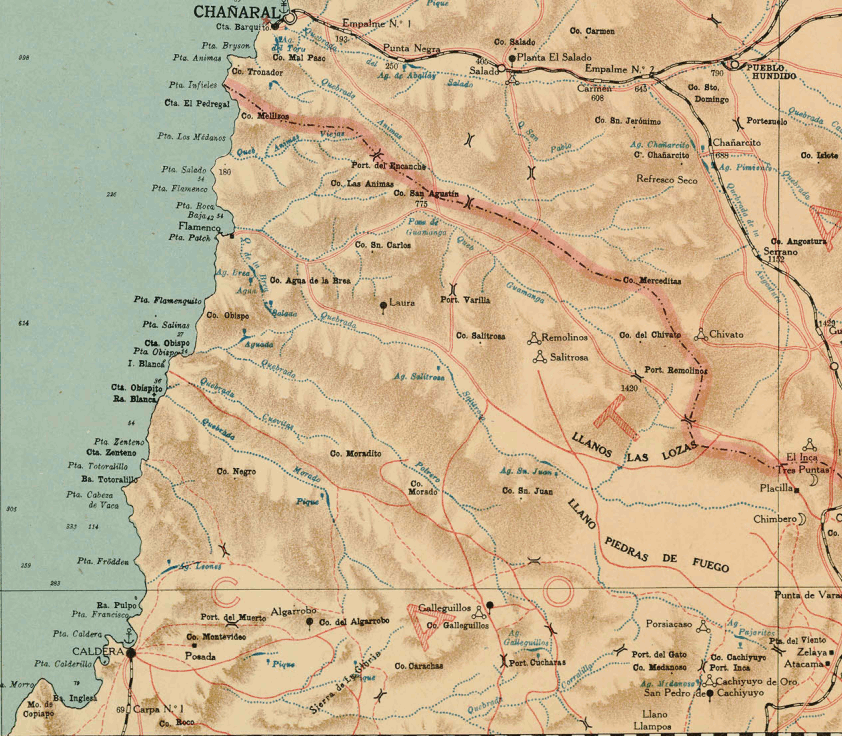
Zona costera entre el río Salado (Chañaral) por el norte y unos 20 kilómetros al norte del río Copiapó por el sur. Sección de un mapa de la zona publicado por el Instituto Geográfico Militar de Chile en 1945 con una escala 1:500000. En el mapa aparece bajo el nombre "Salitrosa", pero en su desembocadura esta el nombre "Flamenco". Ver también los mapas del IGM al sur del 27°S y al norte del 27°S.

## Caudal y régimen
Tiene un régomen pluvial intermitente, dependiente de las aguas que descienden del invierno boliviano.

## Historia
Francisco Solano Asta-Buruaga y Cienfuegos escribió en 1899 en su obra Diccionario Geográfico de la República de Chile sobre el lugar:
Flamenco.-—Puerto del departamento de Copiapó, situado en los 26° 34' Lat. y 70° 44' Lon. Es de buen desembarcadero en la parte nordeste y abrigado al norte y sur por alturas medianas extendidas al E. por donde se encuentran minas de cobre. Contiene una población que no pasa de 100 habitantes. Se comunica con el mineral de plata de Tres Puntas, que se halla á unos 90 kilómetros hacia el E., por un camino que baja de él al puerto por una estrecha quebrada de cauce seco.
Luis Risopatrón describe en su Diccionario jeográfico de Chile (1924) cuatro accidentes geográficos referidos al mismo nombre:: 335 
Flamenco (Aguada de) 26° 54' 70° 01'. Se encuentra a 1 446 m de altitud, en la parte superior de la quebrada del mismo nombre, en el cruce con el camino de El Inca. 98, II, p. 311; i 156 correjido en 1913.
Flamenco (Mineral) 26° 37' 70° 30'. De cobre, se encuentra en la márjen S de la parte W de la quebrada de Guamanga, de la de Flamenco. 63, p. 135; 98, carta de San Román (1892); 99, p. 228; i 156; i lugarejo en 68, p. 94.
Flamenco (Puerto de) 26° 33' 70° 45'. Abrigado de los vientos del S i del N por alturas medianas estendidas hacia el É, con buen surjidero con tiempos del SW i buen desembarcadero en el rincón SE, se abre en la desembocadura de la quebrada de aquel nombre; baja del E un camino, a cuyo pié se encuentran pozos que dan agua salobre, aprovechable para la bebida de los animales i en sus riberas se hallan algunas chozas de pescadores, que se dedican a secar i salar congrios, producto que tiene amplia aceptación en el vecino mercado de Chañaral de Las Animas. 1, VII, p. 122; i XX, p. 168; 63, p. 131: 66, p. 32 i 179; 98, II, p. 487 i carta de San Román (1892); 155, p. 273; i 156.
Flamenco (Quebrada de) 26° 35' 70° 42'. Tiene sus nacimientos en las cercanías del mineral de Tres Puntas, corre hacia el W con un ancho de 4 kilómetros, hasta la aguada de San Juan, donde empieza a aparecer el caliche en capas de hasta 3 m de espesor, sobre arcilla fina que alterna con caolina i greda roja; sigue con un ancho de 2 km, en un trecho de 3 km, al final de los cuales se ensancha i continúa así hasta la ribera del mar. Los primeros 12 km hacia el W de la aguada de La Salitrosa están formados a ambos lados por panizos labradoríticos o dioríticos; siguen otros 12 km con cuarcitas, 3 km con una faja granítica, vuelve la cuarcita por 6 km i después en igual trecho aparece un granito mui claro, atravesado en todas direcciones por dikes oscuros. La hoya comprende 275 292 hectáreas de superficie, es mui abundante en minerales de cobre, presenta los arbustos comunes del desierto i agua sumamente salobre i de mal gusto, apenas bebible por los animales de carga. 63, p. 135; 98, I, p. 98; i II, p. 307, 380 i 487; 99, p. 13: i 161, I, p. 9 i 10; i II, p. 49 i 50; i Salitrosa en 128; i 156.
Asimismo, Risopatrón nos informa sobre manantiales que aportan a la quebrada:
San Juan (Agua de) 26° 51' 70° 18' Es esquisita i se estrae de pozos o piques, en la parte superior de la quebrada de Flamenco. 98, i, p. 98; ii, p. 436; i n i, p. 98 i 134 i carta de San Román (1892): 128; 156; i 161.i, p. 8.
Salitrosa (Agua de La) 26° 46' 70° 25' Es escasa i presenta fuerte olor a hidrójeno sulfurado, que desaparece en gran parte haciéndola hervir; se saca en baldes para la bebida de los animales, de un chiflón de 6 a 8 m*de largo, está rodeada de barrancas blancas, de una sustancia terrosa i revienta a 730 m de altitud, en la parte media de la quebrada de El Flamenco. 98, i. p. 98; II, p. 307; i iii, p. 98 i 133 i carta de San Román (1892): 128; 156; i 161, i, p. 9: i ii, p. 50.
Risopatrón informa también de una aguada ubicada al sureste de la quebrada, aunque en el mapa aparece separada de la misma:
Pajaritos (Agua de los) 27° 03' 70° 03'. Revienta en roca dura, en la falda N del cerro Cachiyuyo; es mui frecuentada por las aves i de ahí su nombre. 98, III, p. 136 i carta; i 156.: 617 